# چوی جونگ وو
چوی جونگ وو (کره‌ای: 최정우؛ زادهٔ ۱۷ فوریه ۱۹۵۷) بازیگر اهل کره جنوبی است. او حرفهٔ خود را در تئاتر آغاز کرد و سپس به عنوان بازیگر نقش مکمل در فیلم‌ها و مجموعه‌های تلویزیونی از جمله در خورشید ارباب، زندگی مخفی منشی من و تشویق آخر ایفای نقش کرده‌است.